# 596 (test nucléaire)
Pour les articles homonymes, voir 596 (homonymie).

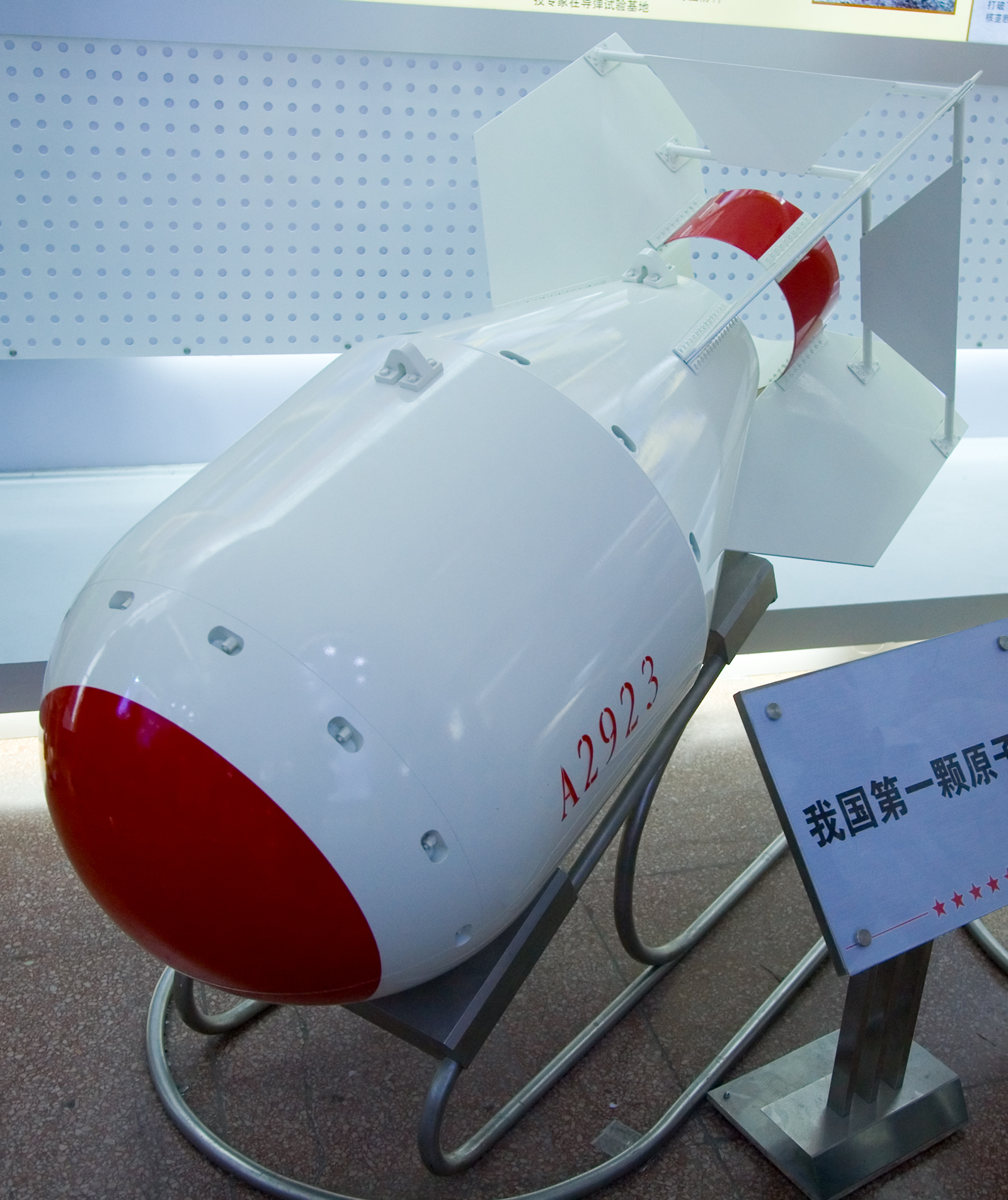
Maquette de la première bombe A chinoise.

596 est le nom de code du premier engin nucléaire de la république populaire de Chine. Il a été lancé le 16 octobre 1964 sur le site du Lob Nor, au nord-ouest du pays dans la région du Xinjiang. C'était un engin à fission nucléaire chargé d'uranium 235 avec une puissance de 22 kilotonnes. Cet essai a fait de la Chine la cinquième puissance nucléaire.
Le 20 juin 1959, Nikita Khrouchtchev, alors chef du gouvernement de l'URSS, cesse d'apporter son aide au programme nucléaire chinois. C'est de cette rupture que vient le nom du projet (59-6). La bombe atomique faisait partie du programme chinois « Deux bombes, un satellite ».

## Histoire
La république populaire de Chine commençait déjà le développement d'armes nucléaires depuis 1950 sous la direction du physicien Deng Jiaxian avec l'aide soviétique. La commande de l'arme nucléaire fut donnée par le président Mao Zedong sous le nom de code "02", ce dernier pensait que le monde ne prendrait pas au sérieux une Chine sans force nucléaire. Les évènements de la première crise du détroit de Taïwan de 1954-55 renforcèrent ces idées-là, soit éviter un chantage nucléaire de la part des Américains.
Avant 1960, l'aide militaire soviétique incluait la fourniture de conseillers et d'une grande variété d'équipements, ce qui allait signifier pour la Chine la possibilité de créer un réacteur nucléaire expérimental, des structures pour l'enrichissement de l'uranium, un cyclotron et des usines d'enrichissement gazeux. Cela continua à un tel point que l'Union Soviétique finit par accepter de fournir un prototype nucléaire pour être analysé par la Chine, ce qui n'aura finalement pas lieu.
En 1958, la Chine crée au bord du lac Qinghai, dans la province du Qinghai, l'institut de la Yuanzi cheng (chinois : 原子城 ; pinyin : yuánzǐ chéng ; litt. « Ville nucléaire ») également appelée 'Usine 221 (221厂, èrèryī chǎng) ou sont menées la recherche puis la conception pour la première bombe atomique chinoise,.
Quand les relations sino-soviétiques se refroidirent entre 1950 et 1960, l'Union soviétique retint les plans et les données indispensables à la création de la bombe atomique, mit fin aux accords de transfert des technologies et finit en 1960 par retirer les conseillers soviétiques. Malgré la cessation de l'aide soviétique, la Chine continua le développement de son programme nucléaire pour tenter de casser le monopole nucléaire des superpuissances, pour renforcer la sécurité des Chinois par rapport aux États-Unis et aux Soviétiques et afin d'augmenter le prestige international de la Chine et son influence, principalement avec la France qui était une nouvelle force nucléaire depuis février 1960 (Gerboise bleue).
En juillet 1963, l'URSS donne son accord pour signer avec les États-Unis et la Grande-Bretagne le traité d'interdiction partielle des essais nucléaires, condamnant les efforts de la Chine pour développer la bombe et devenant l'un des ennemis de la Chine qui se définit alors comme le seul pays détenant la vérité du communisme et qualifiant les autres de révisionnistes.
La première bombe atomique chinoise, nom de code 596, explosa le 16 octobre 1964 sur le site d'essai nucléaire de « Lop Nor ». C'était un système implosif nucléaire, utilisant de l'uranium 235 — la plupart des pays utilisaient le plutonium pour les implosions de leurs premières bombes car les coûts de production étaient moins élevés que celui de l'uranium 235 — car le développement de la production de plutonium n'avait pas commencé. La bombe avait une puissance de 22 kilotonnes. La Chine prévoyait de développer une bombe à fission logeable dans un missile, et fit exploser sa première « bombe H » trois ans plus tard, en 1967.
La CIA américaine fut induite en erreur par les Chinois en 1964. À cause d'une photographie prise du Lop Nor, de nombreux experts aux États-Unis croyaient que les Chinois allaient mettre des mois, voire des années, avant d'avoir une arme nucléaire fonctionnelle, supposant notamment à tort que les premières bombes chinoises seraient au plutonium et ayant constaté que l'usine d'enrichissement de Lanzhou n'était pas encore opérationnelle, même si elle avait déjà produit assez d'uranium pour équiper plusieurs bombes de l'époque. Les experts avaient aussi confondu une usine de tétrafluorure d'uranium avec une usine de production de plutonium, sous-estimant la production chinoise de plutonium. C'est seulement après une expertise radiochimique des pluies en provenance de Chine, démontrant que la bombe avait un matériel explosif d'uranium 235, que ces erreurs furent réexaminées en détail.

## Informations
- Heure de lancement : 7 heures GMT 16 octobre 1964
- Zone de lancement : base militaire du Lop Nor en république populaire de Chine, par 42,35° de latitude Nord, et 88,30° de longitude Est
- Type et taille de l'engin : tour, 102 mètres
- Puissance nucléaire : 22 kilotonnes